# Cratichneumon labiatus
Cratichneumon labiatus är en stekelart som beskrevs av Townes, Momoi och Henry Keith Townes, Jr. 1965. Cratichneumon labiatus ingår i släktet Cratichneumon och familjen brokparasitsteklar. Inga underarter finns listade i Catalogue of Life.